# Atemptat a Zliten
L'Atemptat a Zliten és l'esdeveniment succeït el 7 de gener del 2016, un grup de presumptes extremistes islàmics detonen un camió bomba en un centre de formació policial al poble costaner de Zliten (Líbia). Fonts mèdiques havien explicat inicialment que 65 persones havien mort, incloent-hi alguns civils; tanmateix, Fozi Awnais, cap del comitè per al Ministeri de Salut de Líbia de Trípoli, va remarcar més tard que 47 persones havien mort i unes 118 van quedar ferides. Cap dels grups es va atribuir la responsabilitat a l'instant dels fets, però els atemptats suïcides i els atemptats amb cotxes bomba han anat en augment a Líbia a causa de militants islamistes que han aprofitat el caos provocat per la Segona Guerra Civil Líbia per expandir la seua presència.
El grup terrorista Estat Islàmic es va adjudicar l'autoria dels fets, afirmant que l'un dels seus extremistes, Abu al-Abbas al-Muhajir, va detonar un camió ple d'explosius a les instàncies policials.
Aquest incident es considera com l'atac militant més mortífer des de la revolució líbia del 2011, després dels atemptats d'Al-Qubbah que van minvar la vida de 40 persones al mes de febrer del 2015.
L'atemptat ha estat condemnat pel Ministre de Relacions Exteriors de Turquia, pel Ministeri de Relacions Exteriors d'Egipte i pel cap de la Missió de Suport de les Nacions Unides a Líbia, en Martin Kobler.